# Julián Alonso
Julián Alonso Pintor (ur. 2 sierpnia 1977 w Canet de Mar) – hiszpański tenisista.

## Kariera tenisowa
Karierę tenisową Alonso rozpoczął w 1996 roku. Rok później otrzymał nagrodę za najlepsze postępy w sezonie (tzw. ATP Newcomer of the Year). W 2001 roku zakończył starty w tenisie.
W grze pojedynczej wygrał dwa turnieje kategorii ATP World Tour oraz doszedł do jednego finału.
W grze podwójnej wywalczył dwa tytułu ATP World Tour i dotarł do jednego finału.
W 1998 i 1999 roku reprezentował Hiszpanię w Pucharze Davisa. Zagrał w dwóch zwycięskich meczach singlowych oraz trzech pojedynkach deblowych, z których w jednym wygrał.
W rankingu gry pojedynczej Alonso najwyżej był na 30. miejscu (15 czerwca 1998), a w klasyfikacji gry podwójnej na 53. pozycji (31 sierpnia 1998).

### Finały w turniejach ATP World Tour
| Nazwa                              |
| ---------------------------------- |
| Wielki Szlem                       |
| Igrzyska olimpijskie               |
| ATP World Tour World Championships |
| ATP Masters Series                 |
| ATP Championships Series           |
| ATP World Series                   |

#### Gra pojedyncza (2–1)
| Końcowy wynik | Nr | Data             | Turniej   | Nawierzchnia | Przeciwnik     | Wynik finału     |
| ------------- | -- | ---------------- | --------- | ------------ | -------------- | ---------------- |
| Finalista     | 1. | 27 lipca 1997    | Kitzbühel | Ceglana      | Filip Dewulf   | 6:7(2), 4:6, 1:6 |
| Zwycięzca     | 1. | 9 listopada 1997 | Santiago  | Ceglana      | Marcelo Ríos   | 6:2, 6:1         |
| Zwycięzca     | 2. | 14 czerwca 1998  | Bolonia   | Ceglana      | Karim al-Alami | 6:1, 6:4         |

#### Gra podwójna (2–1)
| Końcowy wynik | Nr | Data             | Turniej     | Nawierzchnia | Partner          | Przeciwnicy                         | Wynik finału  |
| ------------- | -- | ---------------- | ----------- | ------------ | ---------------- | ----------------------------------- | ------------- |
| Zwycięzca     | 1. | 14 września 1997 | Marbella    | Ceglana      | Karim al-Alami   | Alberto Berasategui Jordi Burillo   | 4:6, 6:3, 6:0 |
| Finalista     | 1. | 9 listopada 1997 | Santiago    | Ceglana      | Nicolás Lapentti | Hendrik Jan Davids Andrew Kratzmann | 6:7, 7:5, 4:6 |
| Zwycięzca     | 2. | 30 sierpnia 1998 | Long Island | Twarda       | Javier Sánchez   | Brandon Coupe Dave Randall          | 6:4, 6:4      |